# Безье
Безье́ (фр. Béziers, окс. Besièrs) — город на реке Орб, расположенный на юге Франции, в департаменте Эро, в 12 км от побережья Средиземного моря.

## История

### Ранняя история
Безье — самый старинный город Франции (опровергающий туристический миф о Марселе как о самом старинном городе), основанный предположительно в VII веке до н. э. В городе имеется множество исторических памятников: античный амфитеатр, собор Святого Назария (упоминается с VIII века), церковь Святой Мадлены (XI век), Южный канал (XVII век). Население Безье — 77 177 человек (2017 г.).

### Альбигойский крестовый поход

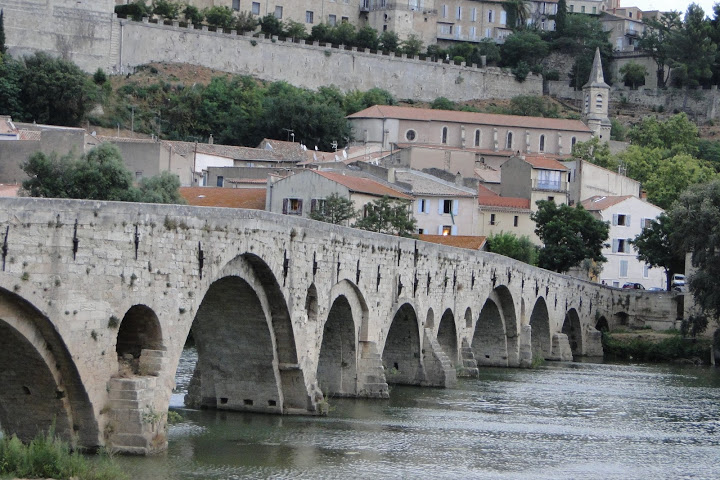
Старый мост

В середине 1209 года около 10 000 вооружённых крестоносцев собрались в Лионе. В июне Раймунд VI Тулузский, заподозрив неладное, обещал католическому духовенству начать военные действия против катаров. Спустя некоторое время после этого обещания его отлучение от церкви было снято. Тем временем крестоносцы подошли к Монпелье. Земли Раймунда-Рожера Транкавеля вокруг Альби и Каркассона, на которых жили общины катаров, оказались под угрозой разорения. Как и Раймунд Тулузский, Раймунд-Рожер попытался договориться с вождями крестоносцев, но ему отказали во встрече, и он поспешил назад к Каркассону, чтобы подготовить город к обороне. В июле крестоносцы захватили маленькую деревушку Севье и подступили к Безье. Они потребовали, чтобы все католики вышли из города. Те отказались, и после взятия Безье всё его население было вырезано. Современные источники оценивают число погибших в диапазоне между семью и двадцатью тысячами. Последнее число, вероятно сильно завышенное, появляется в отчёте папского легата Арнольда Амальрика.

## Население
| Год  | Численность | Численность |
| ---- | ----------- | ----------- |
| 1968 | 80 492      | [ 7 ]       |
| 1975 | 84 029      | [ 7 ]       |
| 1982 | 76 647      | [ 7 ]       |
| 1990 | 70 996      | [ 7 ]       |
| 1999 | 69 153      | [ 7 ]       |
| 2006 | 74 028      |             |
| 2011 | 71 432      | [ 7 ]       |
| 2013 | 74 811      |             |
| 2015 | 77 393      | [ 8 ]       |
| 2016 | 77 894      | [ 9 ]       |
| 2017 | 77 177      | [ 10 ]      |
| 2018 | 77 599      | [ 11 ]      |
| 2019 | 78 308      | [ 12 ]      |
| 2020 | 78 683      | [ 13 ]      |
| 2021 | 80 341      | [ 14 ]      |
| 2022 | 80 815      | [ 15 ]      |

## Образование
В городе имеется 6 колледжей (три из которых частные), где учащиеся получают общее среднее образование, а также 5 лицеев, в том числе 2 частных, после окончания которых учащиеся получают степень бакалавра, предоставляющую право на поступление в высшие учебные заведения.
В настоящее время в Безье открыто два высших учебных заведения: университет им. Поля Валери (Монпелье III) и Технологический институт.
Имеется также консерватория искусств, Центр профессиональной переподготовки для взрослых.

## Достопримечательности Безье

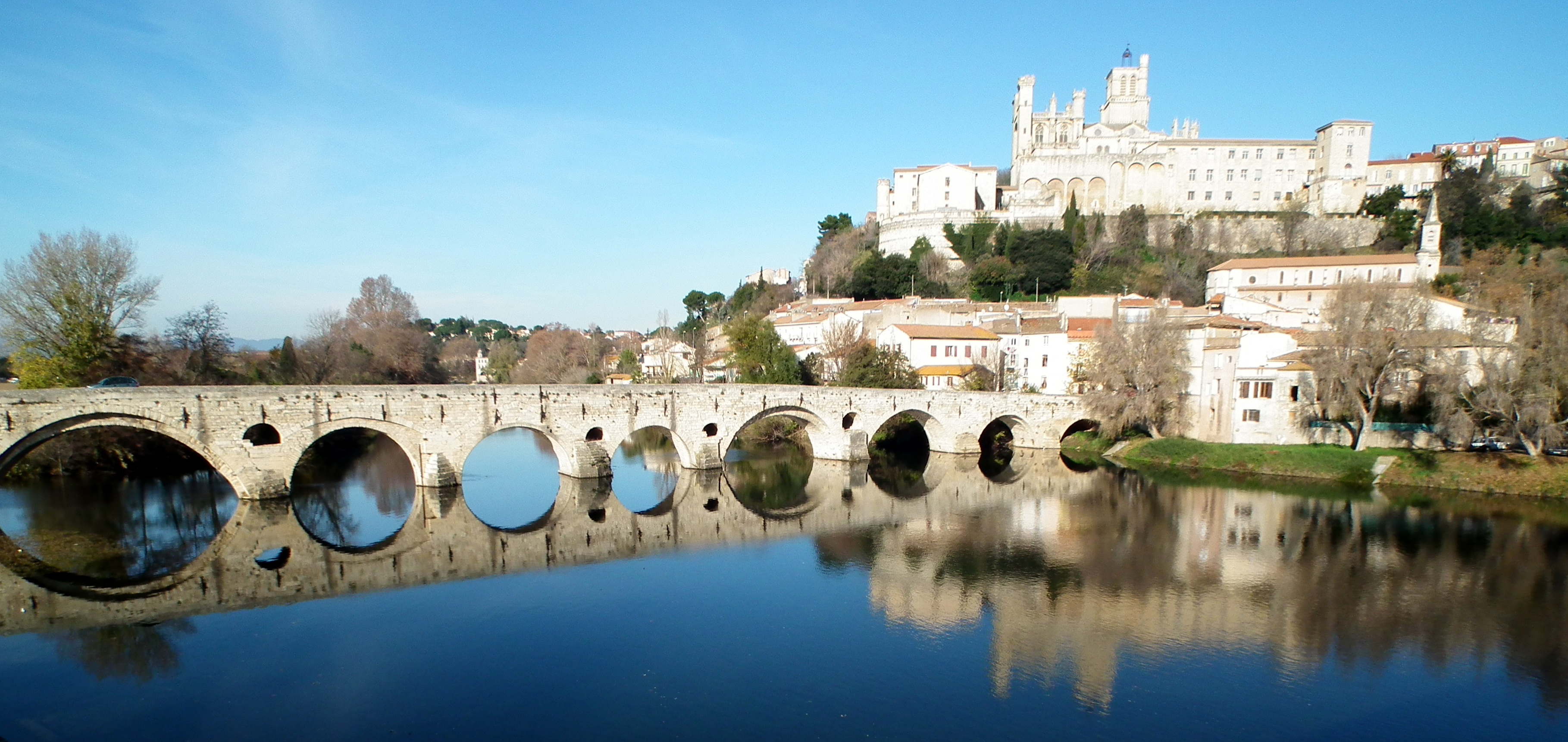
В Безье много архитектурных достопримечательностей

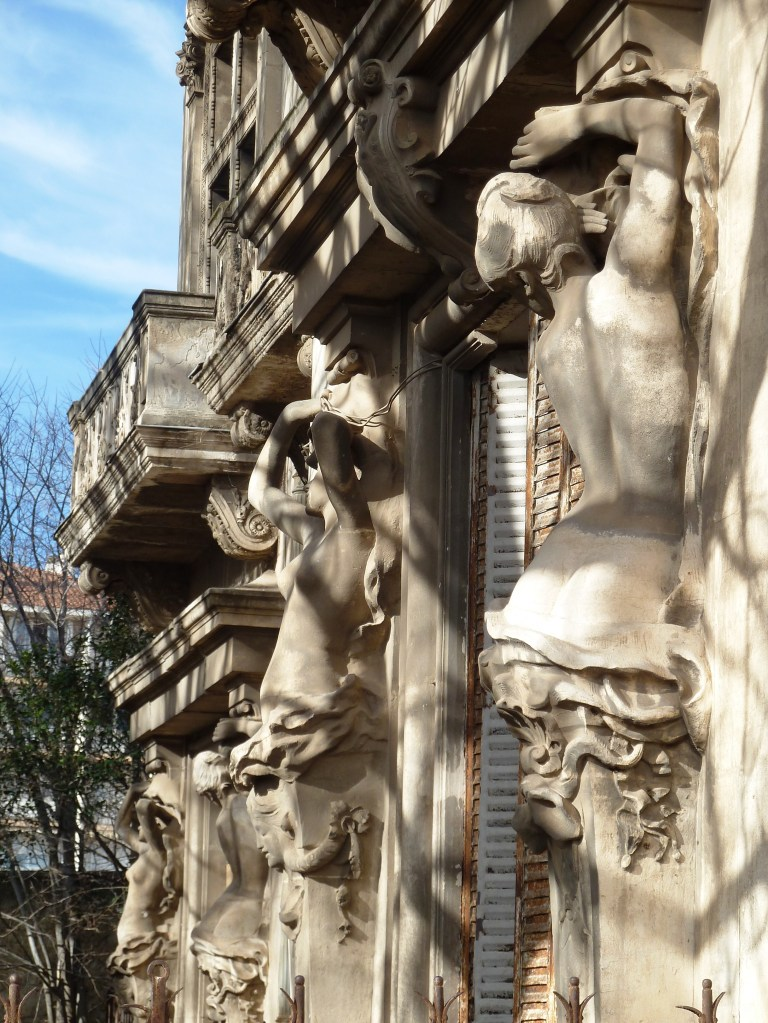
Ж. А. Инжальбер. Скульптуры отеля Chappaz в Безье.

### Музей Жоржа Брассанса
Музей Жоржа Брассанса — музей, расположенный напротив кладбища Le Py, на bd Camille-Blanc. В этом музее есть много разнообразной информации, которая касается французского поэта и композитора Жоржа Брассанса, в том числе о творчестве, музыке, друзьях, подругах, поэзии. Здесь сохранились афиши его первых спектаклей, есть редкие документы и фотографии, которые редко где-то появляются. В музее демонстрируются видео-материалы с концертами музыканта, а в наушниках аудиогида звучит голос Брассанса.

### Надале
Надале — это название праздничной недели перед Рождеством, во время которой проходят разные интересные события в городе. В переводе с окситанского, «надале» значит «маленькое рождество».

### Праздник Святого Афродиза
Праздник Святого Афродиза выпадает на конец апреля. В этот день по улицам Безье ведут верблюда. Согласно существующей легенде, святой Афродиз прибыл из Египта на верблюде, и после его смерти, о его верблюде заботились жители города.

### Праздник шлюзов
Праздник шлюзов проходит в июне. В это время организовываются праздничные фестивали, шествия, конкурсы. Во время праздника жители Безье идут в сторону Фонсеран, чтобы посмотреть на то, как происходит открытие Южного канала.

### Ферия
Ферия проходит в середине августа. Этот праздник корриды, который длится четыре дня и четыре ночи. Во время него проходят карнавалы, запускаются фейерверки, организовываются бои быков. Этот праздник считается самым древним праздником региона. В этом мероприятии можно поучаствовать, убегая от быков по узким улицам Безье. Либо посмотреть на представление на арене. Подобное мероприятие вызывает протесты среди защитников животных. В городе есть специальное место, где проводится коррида — она была построена в 1897 году, над её строительством работало 1897 человек, и ещё до завершения строительства тут была проведена первая коррида. Окончательно строительство объекта завершилось в 1905 году. Расположена она по адресу: 1 Avenue Jean Constans.

### Праздник молодого вина
Праздник молодого вина проходит в конце октября. Это праздник молодых окситанских вин, во время которого проходят дегустации, сопровождаемые фольклорными танцами.

### Собор святых Назария и Цельсия
Собор святых Назария и Цельсия — один из старинных соборов центра города Безье. Собор строился в XIII-первой половине XIV века, XVIII век. В 1992 году был признан историческим памятником Франции.

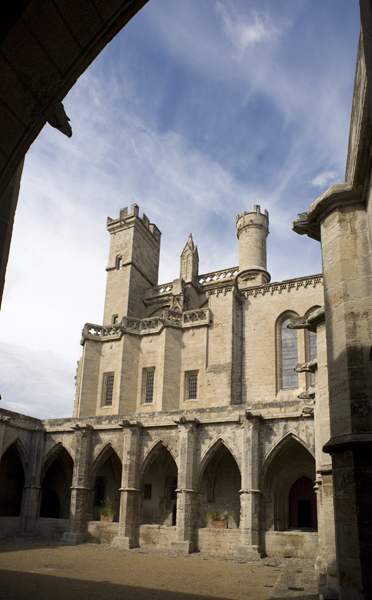
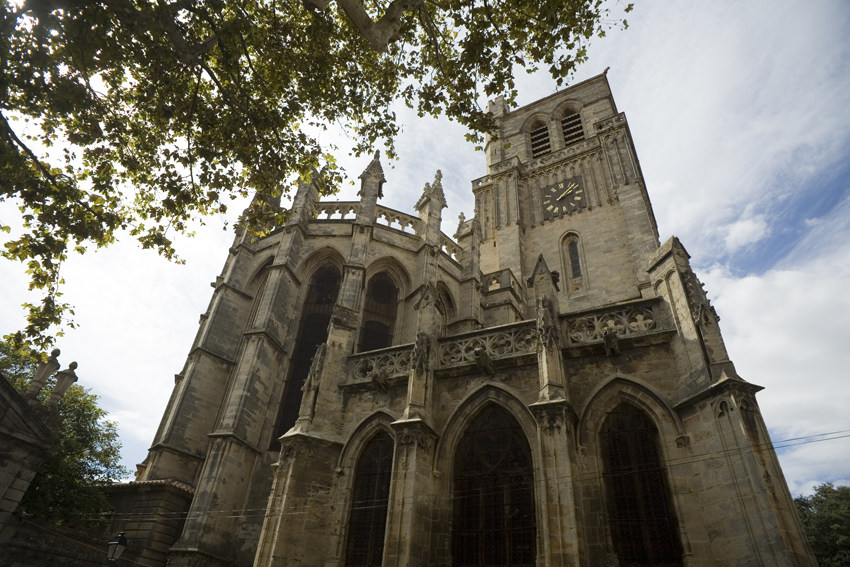
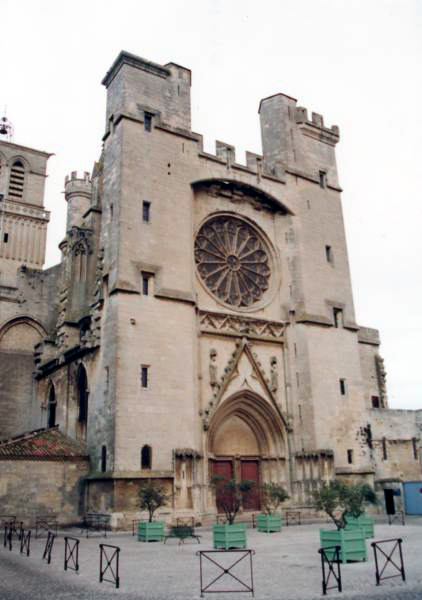
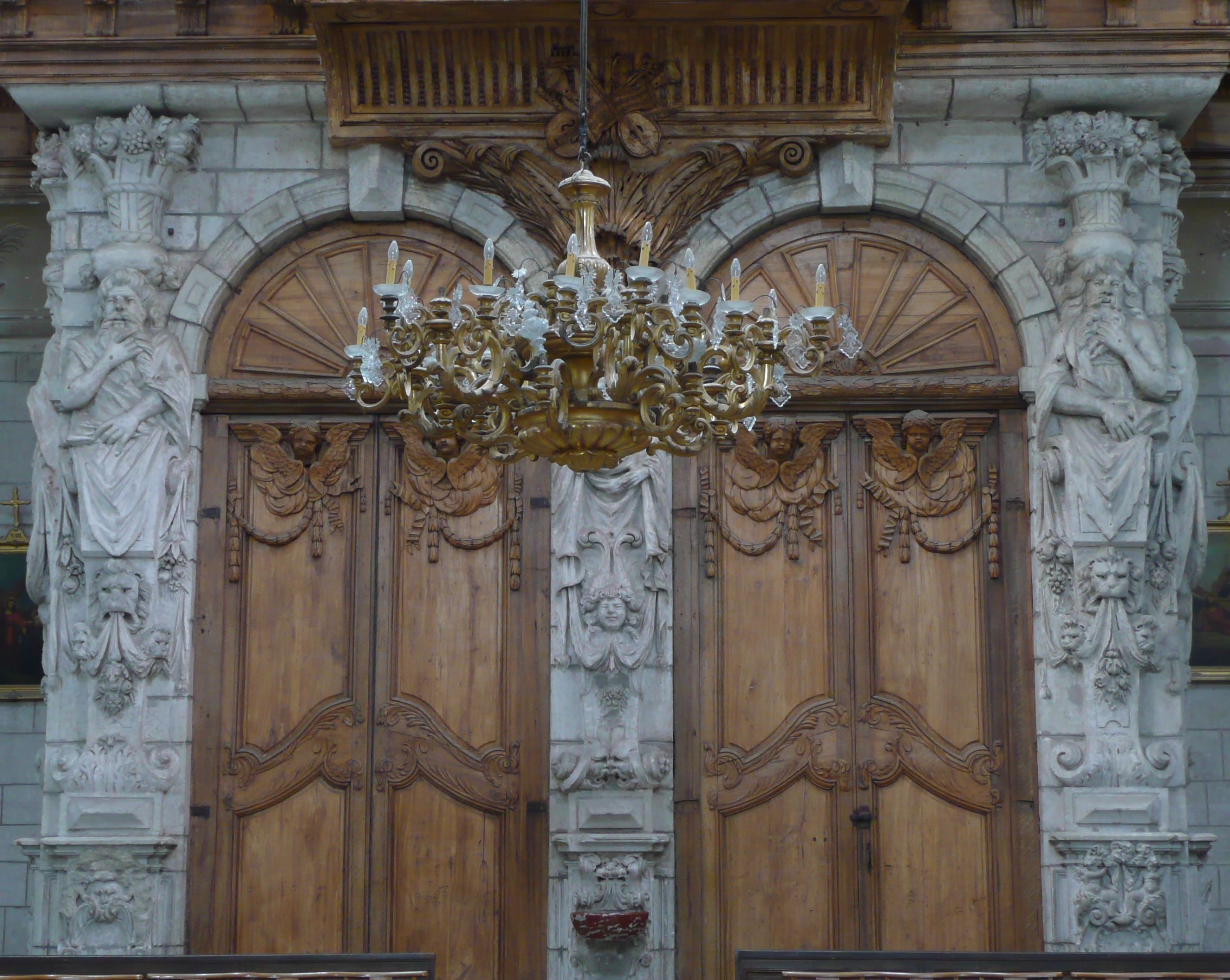
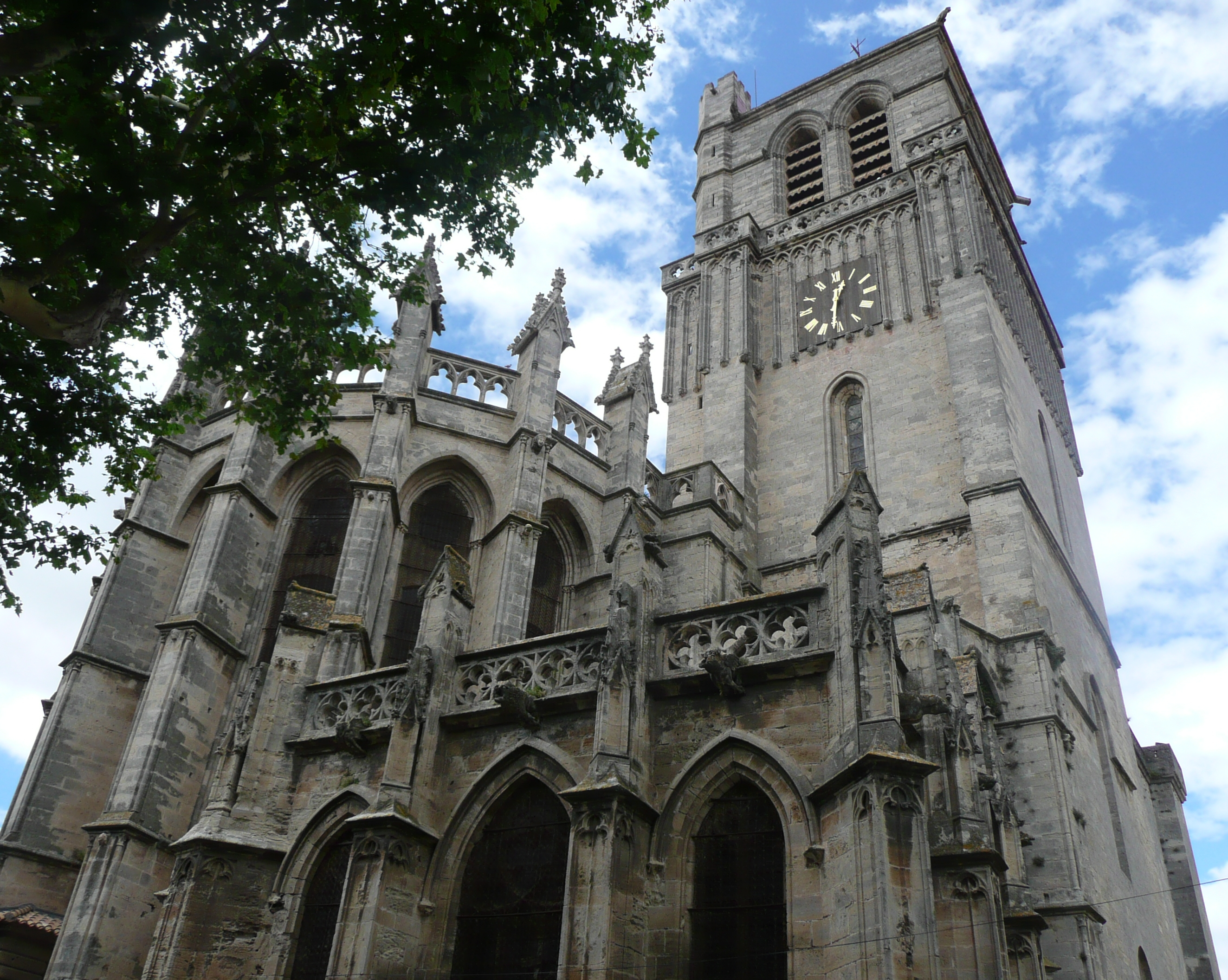
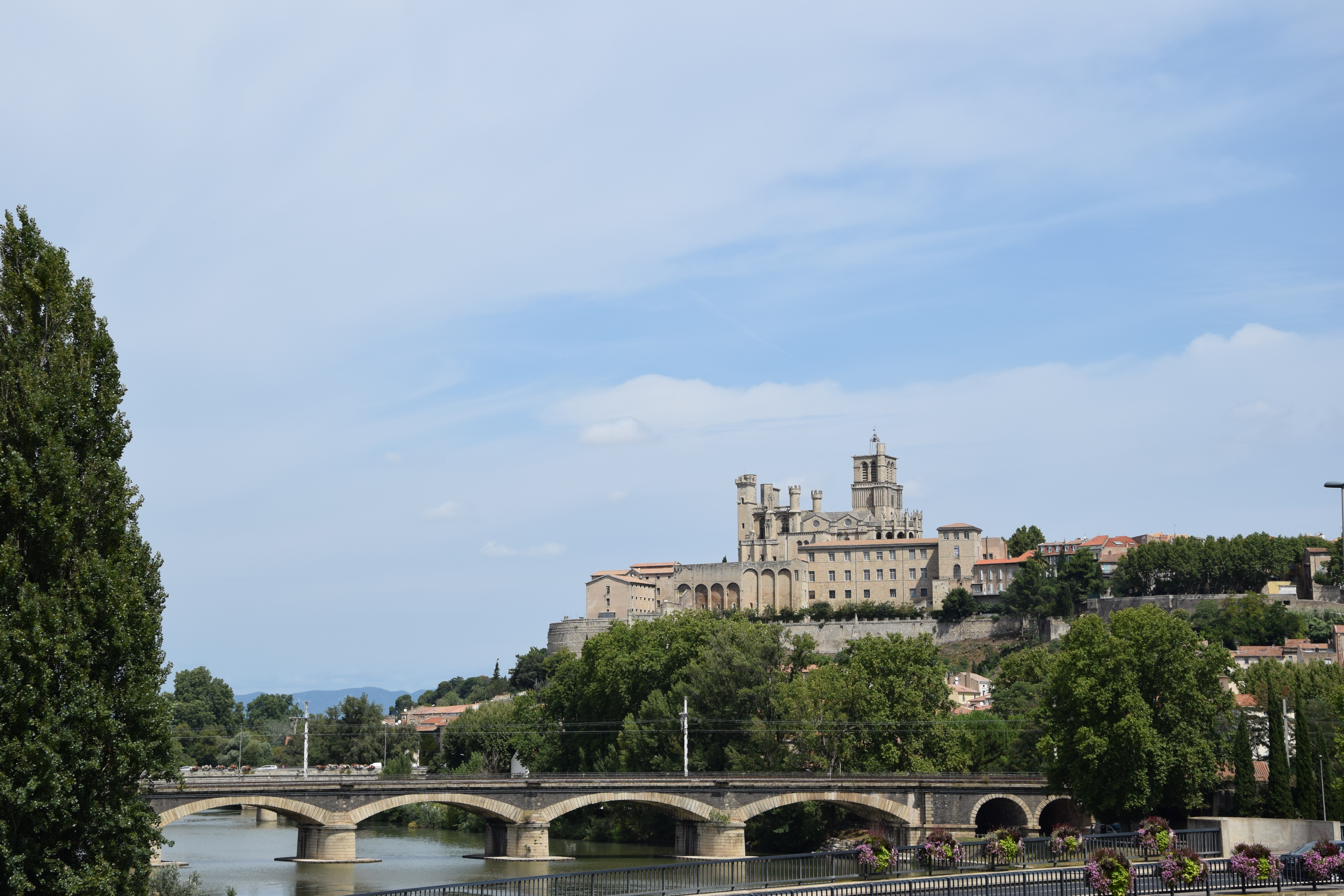
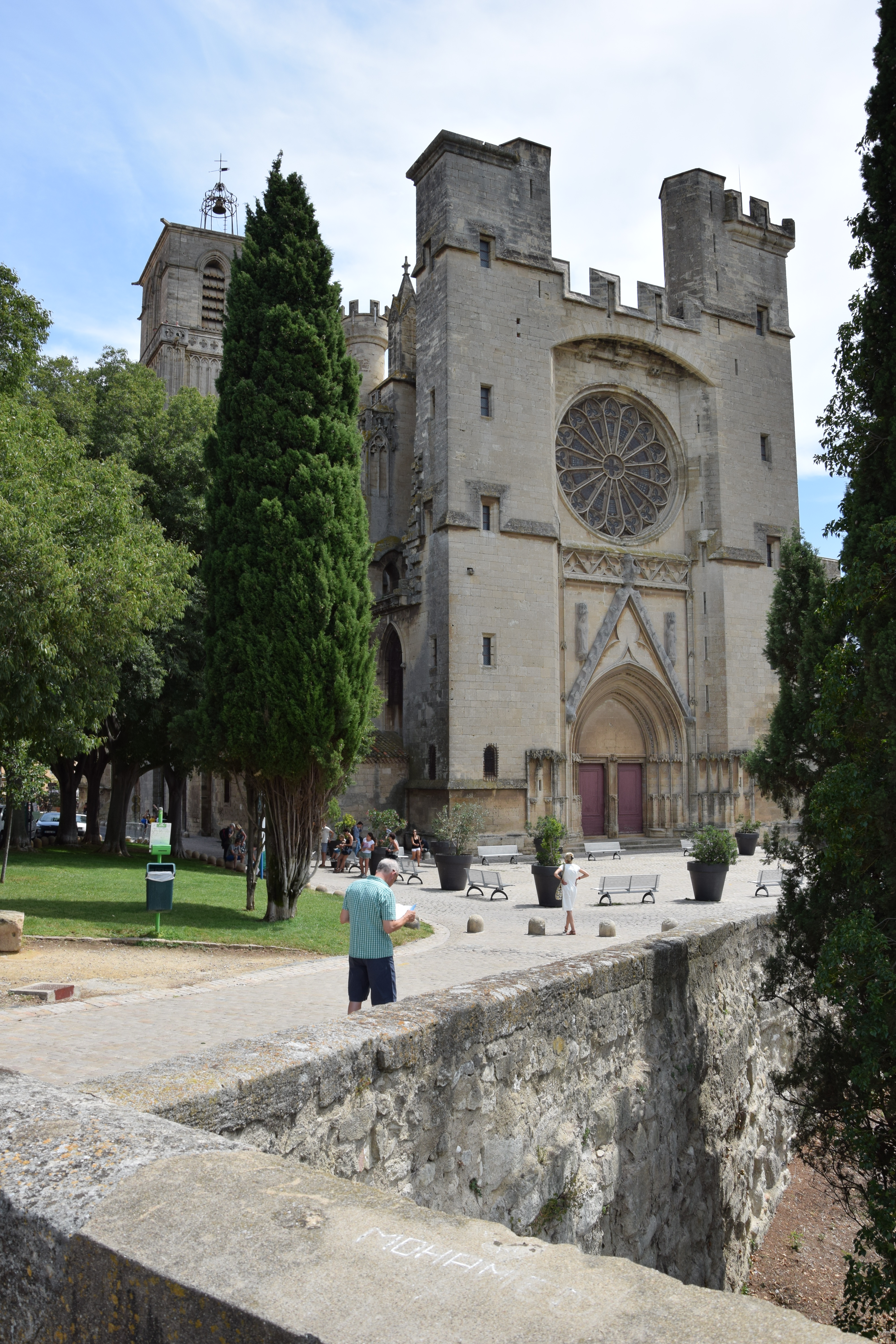
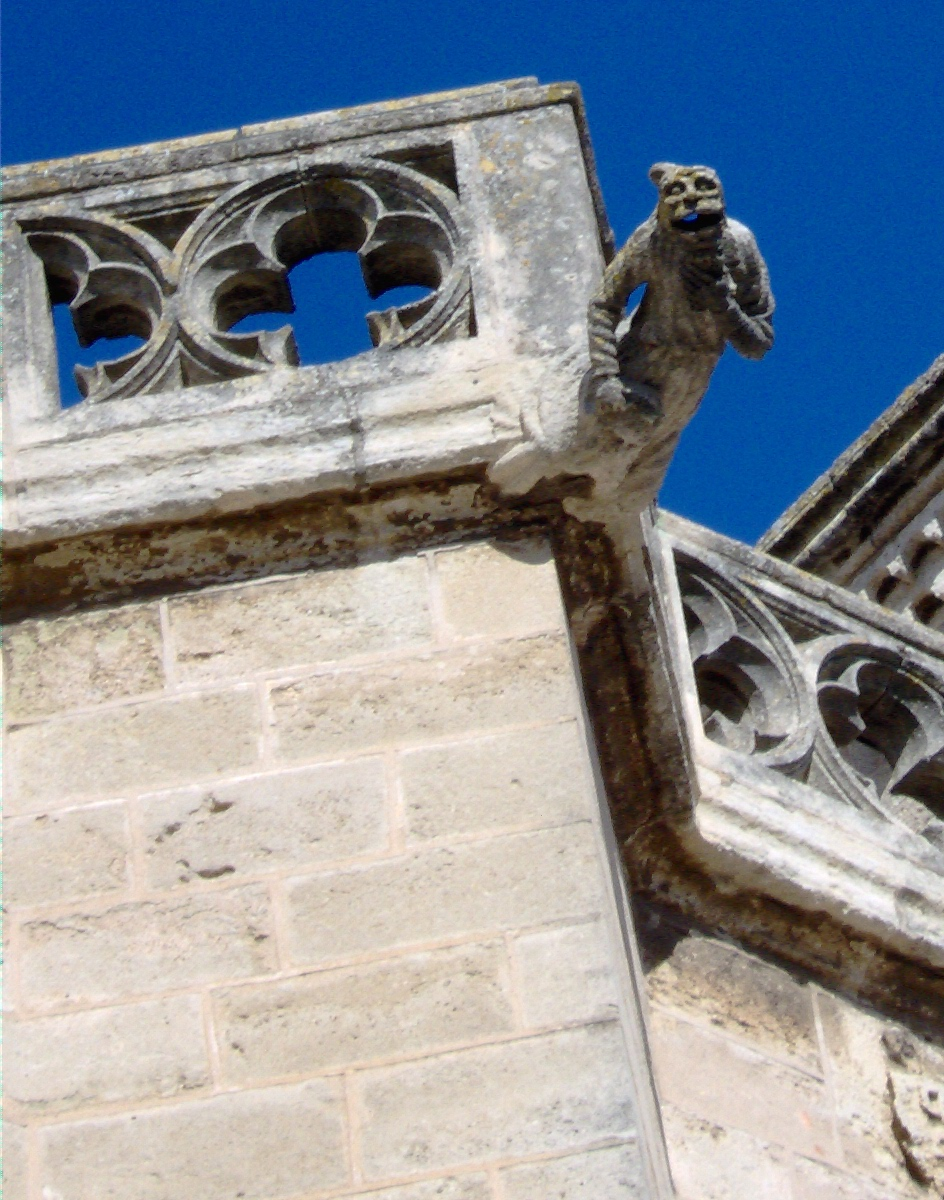
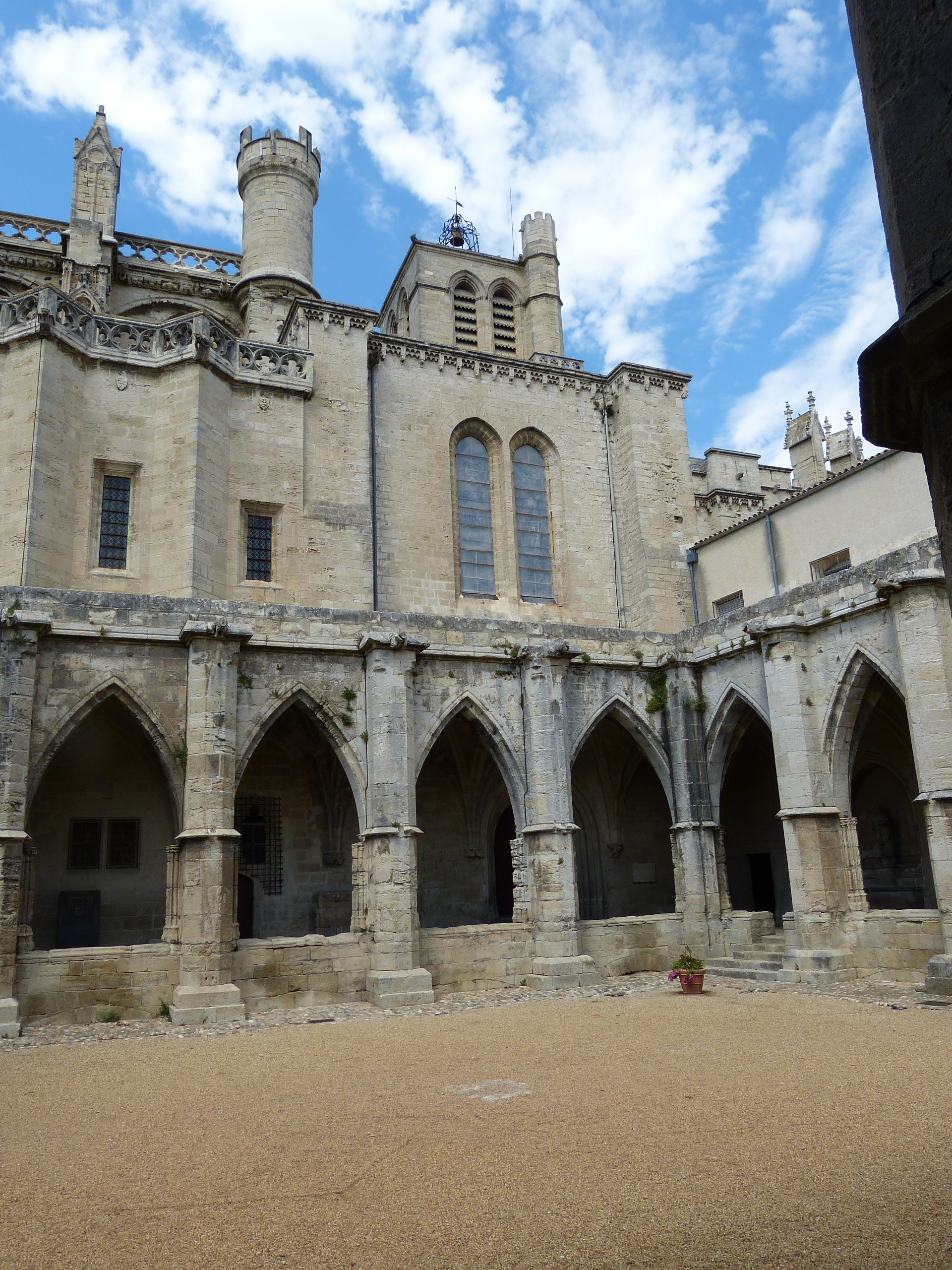
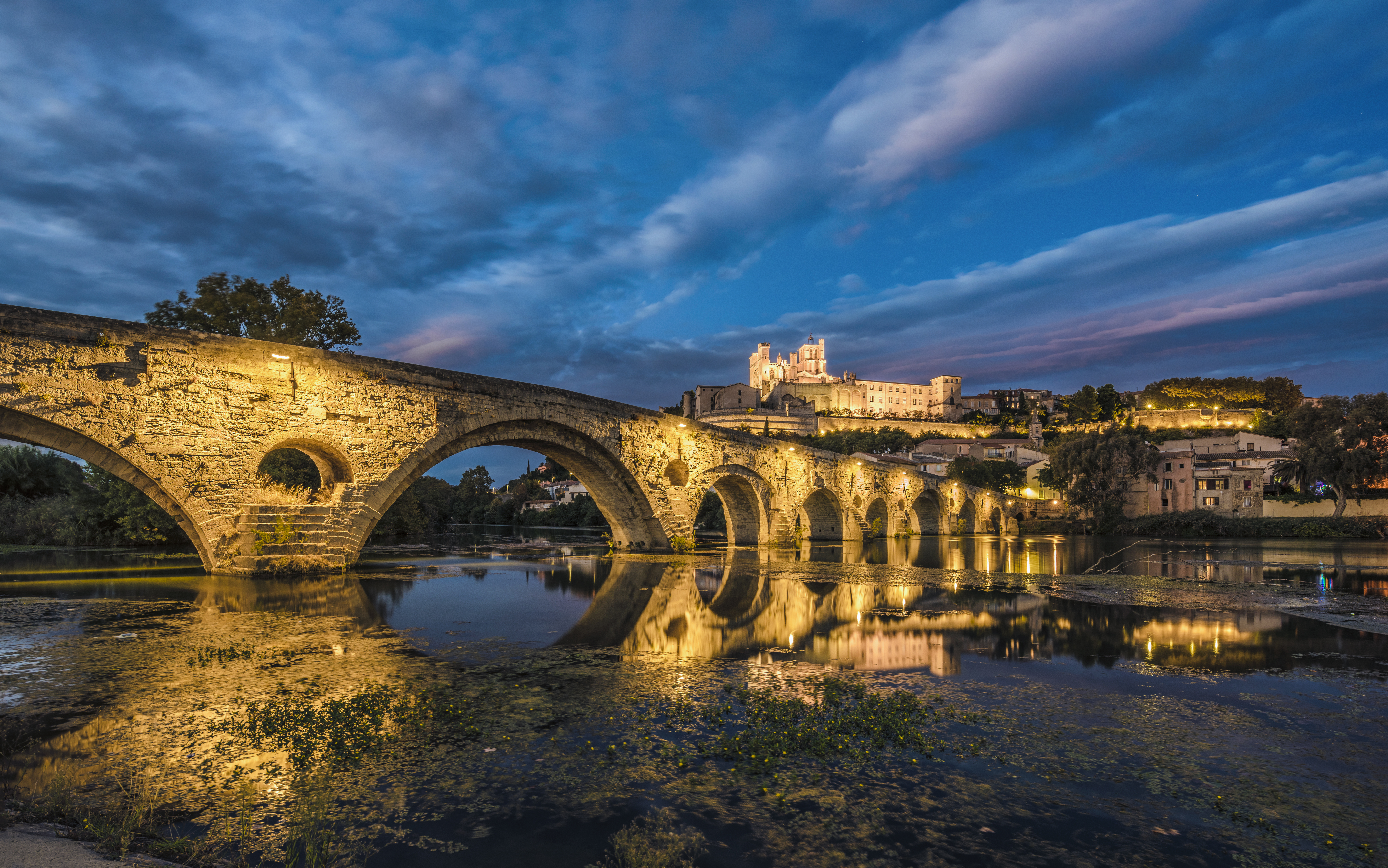
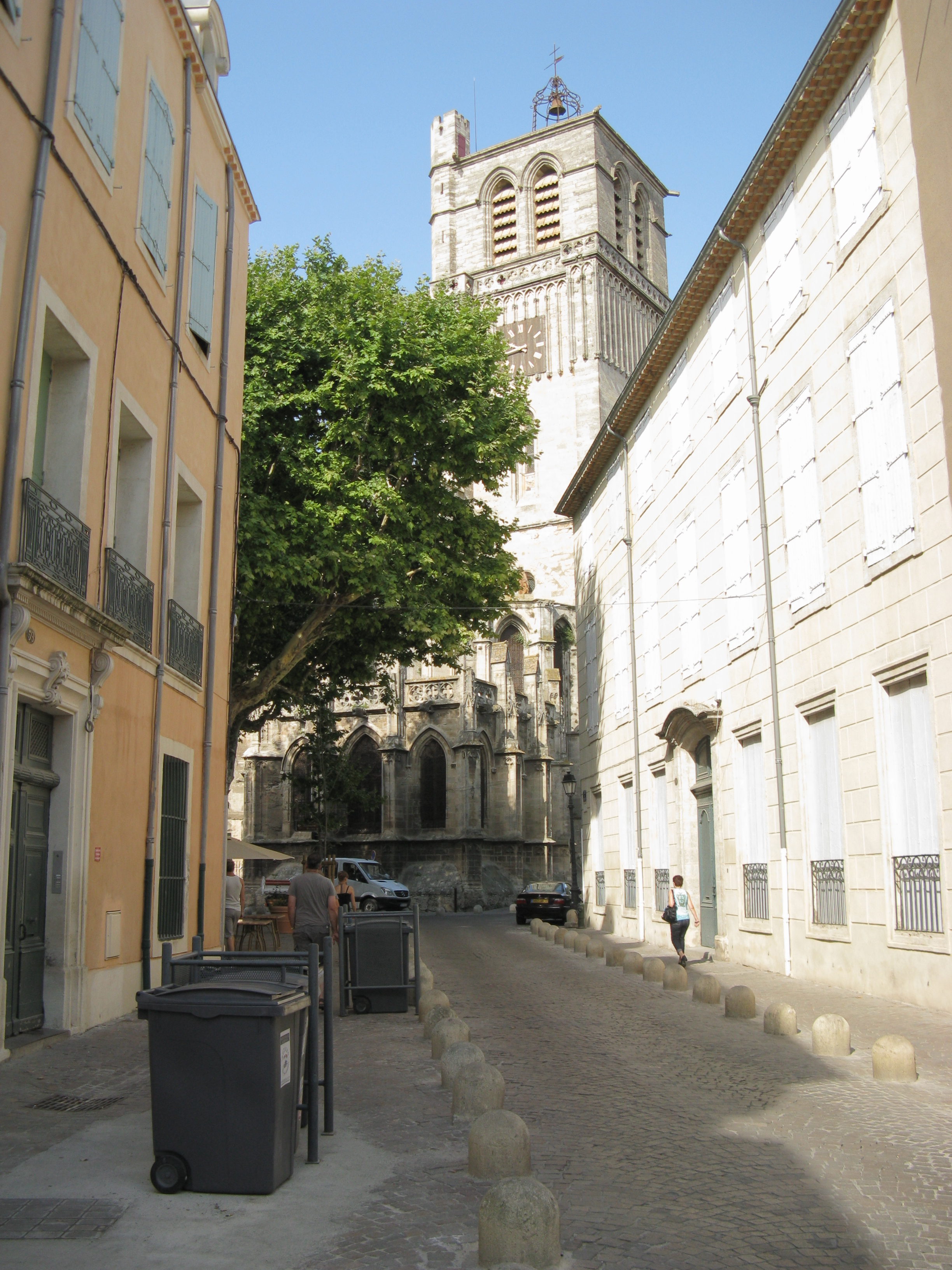
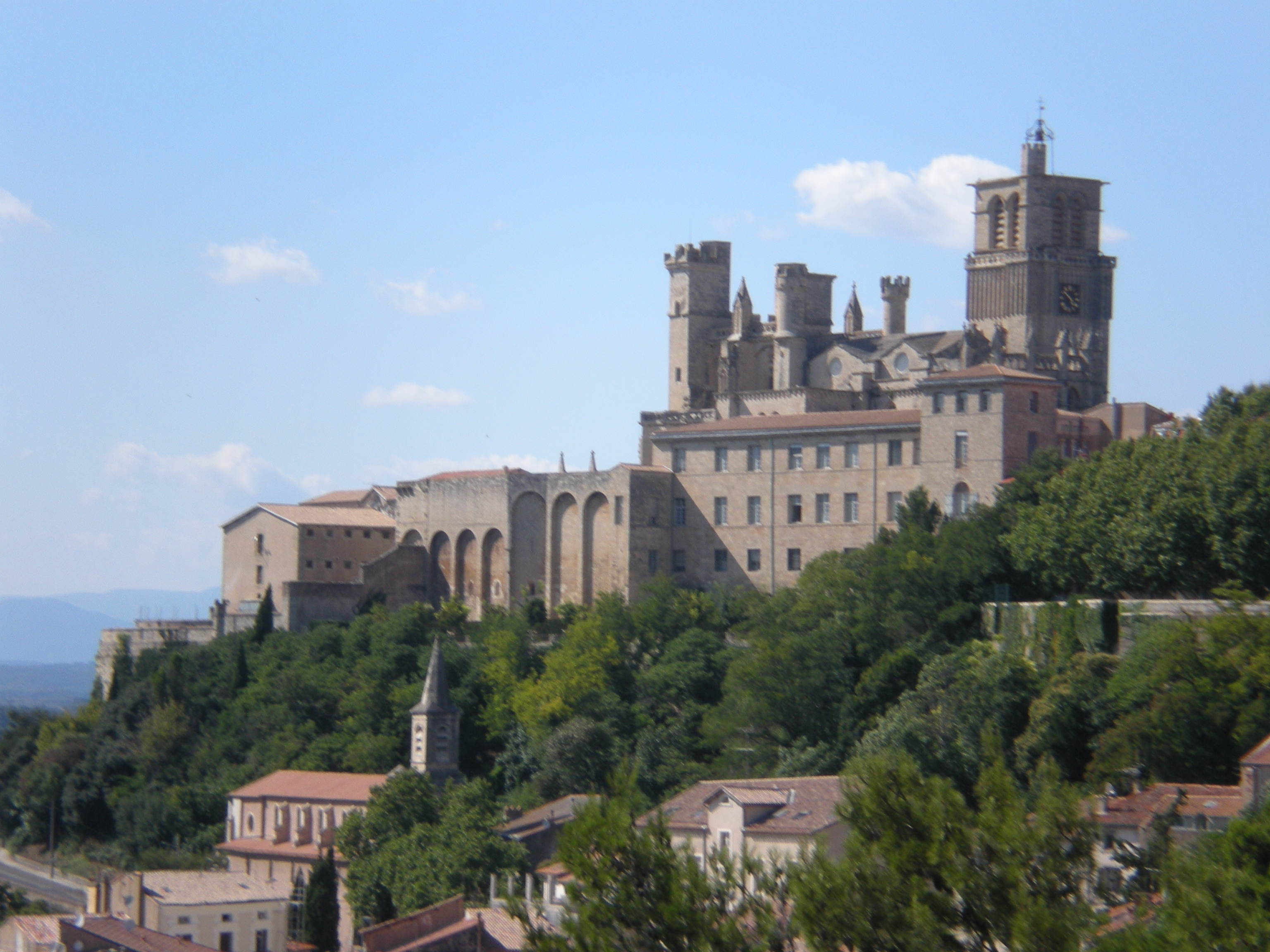

### Церковь Мадлен
Церковь Мадлен (церковь св. Марии Магдалины) в городе Безье была построена в XI веке. Первые упоминания о ней относятся к 1092 году. Расположена на площади Мадлен. С этой церковью связаны трагические события 1209 года в городе.

### Церковь Святого Иакова
Церковь Святого Иакова — церковь романской архитектуры, расположена на территории площади Сан-Жак. Церковь впервые упоминается в письменных источниках в X веке. Исторический памятник Франции.

## Персоналии
- Пьер-Поль Рике — инженер, предприниматель, инициатор и строитель Лангедокского или Южного канала
- Кребасса Марианна —  оперная певица.

## Города-побратимы
- Хайльбронн (Германия, с 1965 года)
- Стокпорт (Великобритания, с 1972 года)
- Ставрополь (Россия, с 1982 года)
- Чиклана-де-ла-Фронтера (Испания, с 1993 года)
- Чортков (Украина, с 2022 года)[23]